# Academia Brasileira de Ciências, Artes, História e Literatura
A Academia Brasileira de Ciências, Artes, História e Literatura (ABRASCI) é uma entidade cultural e científica brasileira fundada em 1910, inicialmente sob o nome de Academia Brasileira de História. Tem como missão preservar a memória histórica, valorizar as expressões culturais do país e promover o desenvolvimento das artes, da literatura e das ciências em âmbito nacional. Atua como uma sociedade civil sem fins lucrativos, com sede em Brasília, Distrito Federal.
A criação da academia teve como base os esforços de renomados intelectuais do início do século XX, como Afrânio de Mello Franco, Alberto Rangel, Basílio de Magalhães e Ramalho Ortigão. Inspirados por ideais de preservação histórica e valorização da cultura nacional, os fundadores estabeleceram uma instituição voltada à difusão do conhecimento e à defesa do patrimônio cultural brasileiro. A ABRASCI é reconhecida por sua longevidade, sendo considerada uma das academias culturais mais antigas do país.
Atualmente, a ABRASCI reúne intelectuais, escritores, artistas e pesquisadores em diversas cadeiras acadêmicas, promovendo eventos, premiações, sessões solenes e projetos de valorização da cultura e da memória nacional. A instituição mantém conselhos diretivos e editoriais, além de conceder honrarias a personalidades de destaque. Suas atividades incluem ainda publicações científicas e literárias, restauração de bens históricos e parcerias com entidades culturais no Brasil e no exterior.

## História
Sua criação ocorreu em um período de crescente valorização da cultura e da identidade nacional no Brasil, com o objetivo de promover estudos históricos e preservar a memória do país. Desde sua origem, a instituição se propôs a atuar como sociedade civil de caráter cultural, sem fins lucrativos.

### Primeiros Anos e Fundadores
Os primeiros registros da ABRASCI datam de 1910, quando foi estabelecida como Academia Brasileira de História. Sua criação ocorreu em um período de efervescência cultural e de crescente valorização da identidade nacional no Brasil. Sob a liderança de Afrânio de Mello Franco, a academia deu seus primeiros passos, enfrentando os desafios inerentes à formação de um sodalício em bases sólidas à época. Ao lado de Mello Franco, destacam-se outros intelectuais e figuras proeminentes como Alberto Rangel, Basílio de Magalhães e Ramalho Ortigão, que foram pilares na fundação e nos primeiros anos da instituição.

### Evolução e Mudanças de Nome
Ao longo de sua história, a ABRASCI passou por importantes transformações, refletindo a ampliação de seus objetivos e áreas de atuação. Em 1958, Othon Costa, o desembargador Carlos Xavier Paes Barreto e Vieira Souto uniram esforços para manter vivos os trabalhos de difusão da história pátria, impulsionando o desenvolvimento de inúmeras atividades. Em 1961, uma nova diretoria foi eleita no Rio de Janeiro, com Carlos Xavier Paes Barreto na presidência, Lemos Britto como primeiro vice-presidente e Othon Costa como segundo vice-presidente.
Um marco significativo ocorreu em 1975, com a entrada de Marco Antônio Rangel Pestana de Campos Salles, que, em parceria com Dante de Laytano, Affonso Arinos de Mello Franco, José Honório Rodrigues e Luís da Câmara Cascudo, e a colaboração de Fábio Bonifácio Olinda de Andrada e Francisco Martins Marques (do Instituto Histórico e Cultural Pero Vaz de Caminha), deu um grande impulso à Academia. Sob a presidência de Dante de Laytano e Marco Antônio Rangel Pestana de Campos Salles, a instituição projetou-se nacionalmente e internacionalmente, realizando eventos em diversos países da África e Europa.
Em 1987, a pedido de seus membros, a Academia Brasileira de História se fundiu com o Instituto Histórico e Cultural Pero Vaz de Caminha, resultando na mudança de nome para Academia Brasileira de Arte, Cultura e História. Posteriormente, a academia expandiu ainda mais seus segmentos de abrangência, incorporando os colegiados de Ciências e Literatura, o que levou à adoção de seu nome atual: Academia Brasileira de Ciências, Artes, História e Literatura. Essa evolução reflete o compromisso da ABRASCI com a interdisciplinaridade e a diversidade das expressões culturais e científicas do Brasil.

### Atuação e Projetos Notáveis
A ABRASCI tem um histórico robusto de atividades e projetos voltados para o resgate da memória histórica e a preservação das tradições culturais e cívicas brasileiras. Entre suas notáveis contribuições, destacam-se:
- Restaurações: Participação na restauração da Casa da Fazenda do Morumbi e no tombamento e restauração da Casa do Marechal Deodoro em Alagoas, em parceria com o governo estadual.
- Comemorações Cívicas: Organização das comemorações pelo bicentenário do nascimento de D. Pedro I.
- Traslados Históricos: Realização do traslado da espada do General Osório para a Fundação Osório em Petrópolis, e dos despojos de D. Pedro I de Portugal para o Brasil, até o Museu do Ipiranga.
- Publicações: Produção de mais de mil artigos, periódicos e livros, que expressam a relevância de sua contribuição histórica e artística para a Nação.
- Eventos Internacionais: Realização de seminários e cursos de história em países da África Portuguesa e na África do Sul (com destaque para um seminário sobre Mahatma Gandhi), além de grandes feitos na Europa, como em Portugal, Espanha, Itália e Inglaterra, e participação nas comemorações do sesquicentenário do Barão de Langsdorff na Academia de Ciências de Stalingrado.
- Salões de Arte: Promoção de numerosos salões de arte em Portugal, França, Alemanha, diversas cidades dos Estados Unidos e capitais da América do Sul.

Ao longo de sua trajetória, a ABRASCI tem realizado eventos acadêmicos, sessões solenes, cursos, homenagens e ações relacionadas à preservação do patrimônio histórico. Entre suas atividades estão projetos de restauração de edifícios históricos, exposições, salões de arte e produções editoriais. A academia também concede medalhas e distinções a pessoas e instituições que se destacam em áreas como educação, cultura e cidadania.
Nos últimos anos, a instituição expandiu sua atuação com atividades em diferentes regiões do Brasil e participação em eventos internacionais. A sede administrativa está localizada em Brasília, no Distrito Federal. A ABRASCI mantém estrutura organizacional composta por conselhos e colegiados temáticos e conta atualmente com cerca de 140 acadêmicos titulares em seu quadro permanente.

### Membros e Honrarias:
A ABRASCI concede títulos de "imortais" a personalidades de destaque em diversas áreas, que passam a ocupar cadeiras em seus colegiados. Entre os membros notáveis ao longo de sua história estão Affonso Arinos de Mello Franco, Luiz da Câmara Cascudo, Augusto Cury, Sérgio Reis e Marco Aurélio Mendes de Farias Mello. A academia também outorga honrarias como o "Colar do Mérito Acadêmico" e a comenda "Veritas et Justitia".

## Organização e estrutura
A ABRASCI é organizada como uma entidade cultural sem fins lucrativos, com sede administrativa em Brasília. Sua estrutura acadêmica é composta por cadeiras numeradas, ocupadas por membros titulares — também chamados de acadêmicos — que atuam nas áreas de ciências, artes, história e literatura. Cada cadeira é vitalícia e associada a um patrono, sendo preenchida por meio de eleição interna. A organização busca representar diferentes campos do saber, mantendo um quadro permanente com cerca de 140 acadêmicos distribuídos em colegiados temáticos.
A administração da entidade é conduzida pelo Conselho Diretor, que inclui cargos como presidente, vice-presidente, secretários e diretores. A ABRASCI também mantém órgãos auxiliares, como o Conselho Consultivo, o Conselho Editorial e o Conselho de Honrarias e Méritos, responsáveis por orientar decisões estratégicas, supervisionar publicações e coordenar a concessão de distinções. A atuação da academia estende-se para além do Distrito Federal, por meio de eventos, projetos culturais, sessões solenes e parcerias com instituições nacionais e internacionais.
Os acadêmicos são divididos em algumas áreas de conhecimento:
- Artes
- Ciências da Educação
- Ciências da Religião
- Ciências da Saúde
- Ciências Exata
- Ciências Farmacêuticas
- Ciências Humanas
- Ciências Jurídicas
- Ciências Médicas
- Ciências Naturais
- Ciências Políticas
- História
- Honoris Causa
- Literatura

## GALERIA DE PRESIDENTES[8]
| N.º | Fotografia | Nome                                         | Início | Término | Observações     |
| --- | ---------- | -------------------------------------------- | ------ | ------- | --------------- |
| 1º  |            | Afrânio de Mello Franco                      | 1910   | 1943    | ABH             |
| 2º  |            | Carlos Xavier Paes Barreto                   | 1943   | 1975    | ABH             |
| 3º  |            | Dante de Laytano                             | 1975   | 1980    | ABH             |
| 4º  |            | Marco Antônio Rangel Pestana de Campos Sales | 1980   | 1985    | ABH             |
| 5º  |            | Julio Elito                                  | 1985   | 1990    | ABACH           |
| 6º  |            | Julio Elito                                  | 1990   | 1995    | Reeleito; ABACH |
| 7º  |            | Gunter Fischer                               | 1995   | 2000    | ABACH           |
| 8º  |            | Gunter Fischer                               | 2000   | 2005    | Reeleito; ABACH |
| 9º  |            | Roberto Oropalo                              | 2005   | 2010    | ABACH           |
| 10º |            | Roberto Oropalo                              | 2010   | 2015    | Reeleito; ABACH |
| 11º |            | Michel Chelala                               | 2014   | 2019    | ABRASCI         |
| 12º |            | Samir Chelala                                | 2020   | 2024    | ABRASCI         |
| 13º |            | Waldireni Chelala                            | 2024   | Atual   | ABRASCI         |

## Premiações
A Academia Brasileira de Ciências, Artes, História e Literatura (ABRASCI) concede diversas premiações e honrarias como forma de reconhecimento a personalidades que se destacam nas áreas de cultura, ciência, educação, cidadania, história e artes. As condecorações são entregues em cerimônias solenes organizadas pela própria instituição ou em parceria com órgãos públicos e entidades culturais. As premiações são decididas pelo Conselho de Honrarias e Méritos, com base em critérios institucionais e indicações internas.
Entre as principais honrarias concedidas estão a Medalha Dom Pedro I, destinada a personalidades com contribuição relevante à história e soberania nacional; a Medalha Veritas et Justitia – Prof. Sobral Pinto, voltada à promoção dos direitos humanos e justiça; e a Medalha Venturis Ventis – Heróis da Pátria, que homenageia figuras públicas por seus serviços à sociedade. As cerimônias de entrega ocorrem em diferentes capitais brasileiras, como Brasília, Rio de Janeiro e São Paulo, e incluem a presença de autoridades civis, acadêmicos e convidados.

## Membros
Atualmente a academia conta com 143 acadêmicos, sendo os mais proeminentes:
- Marco Aurélio Mendes de Farias Mello – Jurista e ex-ministro do Supremo Tribunal Federal (STF). Figura pública nacionalmente conhecida e respeitada no meio jurídico.
- José Bernardo Cabral – Jurista, político e ex-ministro da Justiça. Teve atuação marcante na Assembleia Nacional Constituinte de 1988.
- João Augusto Ribeiro Nardes – Ministro do Tribunal de Contas da União (TCU), com destaque em temas de governança pública.
- Sergio Reis - Cantor e compositor brasileiro.
- Flávio Adsuara Cadegiani – Médico e pesquisador brasileiro com projeção nacional e internacional na área de endocrinologia.
- Luciano Felício Fuck – Procurador da República, com atuação conhecida na área jurídica e institucional.
- Douglas de Paulo Viegas – Deputado federal e ex-jogador de basquete, traz visibilidade política à academia e tem atuado em projetos esportivos no Congresso.

### Lista completa de membros atuais:
1. Antônio José Carvalho Branco Náufel
2. Adaian Lima de Souza
3. Adalberto Scigliano
4. Ailton Ferreira Cavalcante
5. Alcides Teixeira Barbacovi
6. Alessandra Regina Brasca
7. Alexsandro da Silva
8. Aline Silva
9. Ana Cristina Fernandes Maria Ferreira
10. André Mendonça Caminha
11. Caio Marcelo de Oliveira Santos
12. Carlos Eduardo Costa Oliveira
13. Carlos Ricardo Ferreira de Castilho
14. Cátia Mendonça dos Santos
15. Clarice Francisco dos Santos Santiago
16. Cláudia Christina da Rocha Antunes
17. Cláudia P. Bittencourt
18. Cleusa Maria da Silva
19. Cristiane Nardes Farinon
20. Daniel Picolo Catelli
21. Danilo Pereira Falcão
22. Demétrio Martins
23. Diogo Neris Ferreira de Jesus
24. Douglas Viegas
25. Eder Ricardo Fior
26. Edina Souza Costa Pinto
27. Eduardo Teles Pereira
28. Elias Vieira de Matos
29. Eliezer Pereira Martins
30. Elizarda Paulino Silva
31. Elsie Elen L de Carvalho
32. Emanuel Carvalho Farias
33. Evandro Tsufa Lepletier Guimarães
34. Everaldo Antônio de Jesus
35. Fábio de Almeida Prado
36. Fábio Fernandes Tosta Rodrigues
37. Fabrizio Bon Vecchio
38. Fernanda de Barro Colombo
39. Flávio Adsuara Cadegiani
40. Flávio Augusto dos Anjos Nantes
41. Flávio Augusto Nogueira Noronha
42. Francisco Albery Mariano
43. Francisco José Pereira Barbosa
44. Francisco Wellington Leite Braga
45. Georgia Ferreira Tavares Bueno
46. Gerson Oliveira dos Anjos Junior
47. Gilberto Torres Laurindo
48. Helena Gonçalves Lariucci
49. Hiram de Melo Gonçalves
50. Hiroko Mochizuki
51. Iberê Luiz Di Tizio
52. Ighor de Oliveira Frauches
53. Issao Imamura
54. Ivan Castelli
55. Ivanilde Vieira Serebrenic
56. Jailson Rocha Pereira
57. James José Pacheco
58. Jean Alves Cabral
59. João Augusto Ribeiro Nardes
60. João Wesley de Souza
61. José Augusto do Nascimento
62. José Bernardo Cabral
63. José Coury Neto
64. José Elaéres Marques Teixeira
65. José Magela Do Nascimento
66. José Menezes Lopes Ramos
67. José Wilson do Bomfim Lopes
68. Juliana Oliveira Domingues
69. Juliana Soares Cassorielo
70. Júlio Danilo Souza Ferreira
71. Kelly Felipe Moreira
72. Kleber Landim de Almeida
73. Larissa Machado Botelho
74. Leila Santiago de Oliveira
75. Leonardo Luiz Siqueira Da Fonseca
76. Leopoldo Leandro Campos Carreiro
77. Loiselene Carvalho da Trindade
78. Luciana Lancellote Antunes
79. Luciano Felício Fuck
80. Luís Cláudio Santana Santoro
81. Luis Orlando Marinho Pereira
82. Luiz Antonio Ferreira Bezerril Beltrão
83. Manuelita Hermes Rosa Oliveira Filha
84. Marcela Maria Furst Signori Prado
85. Marcelo Antônio Ceará Serra Azul
86. Marcelo Barros da Cunha
87. Marcelo Barros Gomes
88. Marcelo de Melo Marcon
89. Marcelo Henrique Parseghian
90. Marcelo Zago Gomes Ferreira
91. Márcia Maria Leobons Mossurunga
92. Márcio Wendel Santana Coêlho
93. Marco Aurélio Mendes de Farias Mello
94. Marcos Delly Villasboas
95. Marcos Fernandes Sobrinho
96. Maria do Rosário Borges
97. Maria Helena Melo de Vasconcelos
98. Marileide Moraes da Silva Mendes
99. Marinélia Nascimento de Miranda Leal Facote
100. Mário Monteiro Chaves
101. Marta Regina Geraldo Leite
102. Martha Del Bello
103. Matheus Oliveira Portela
104. Mayara Alves Matinez Friedrich
105. Nicholas Aguiar Dias
106. Paulo Cesar Moura Júnior
107. Paulo Emerson de Oliveira Pereira
108. Philip Matheus Jeronimo Ferreira Alves
109. Pietro Lemos Costa
110. Rachel Alves Massanori Nariyoshi
111. Rafael Ribeiro Bueno Fleury de Passos
112. Rafael Ruiz Zafalon de Paula,
113. Rafhael Rodrigues de Sousa
114. Raiana Luiza de Andrade Falcão Ferreira
115. Raimundo Nonato Serra Campos Filho
116. Raony Rennan Feitosa de Menezes Gonçalves
117. Renata da Silva de Barcellos
118. Ricardo de Oliveira Arppi
119. Roberto de Azevedo Nogueira
120. Robinson Capucho Parpinelli
121. Robinson de Oliveira Murta
122. Rodrigo Roberto Friendrich
123. Rodrigo Tamietti Durães
124. Rômulo José Ricarte de Souza
125. Ronney Jorge de Souza Raimundo
126. Rossandra Kedma Pontes Villar
127. Samia Waleska Pereira Barbosa
128. Sandro Vieira de Oliveira
129. Sebastião Pereira de Souza
130. Sérgio Reis
131. Sheila Regina Alves Pereira Oliveira
132. Silvania Santos Melo Franco
133. Stavros Panagiotis Xanthopoylos
134. Suely Beatriz Ferreira
135. Terlí Peixoto Ferreira
136. Thomas Nosch Gonçalves
137. Valtir de Sousa
138. Vanessa Aparecida Azevedo Siqueira
139. Verônica Cibely Jorge de Lima
140. Waldir Pereira da Cunha
141. Waldireni Morais Chelala
142. Welinton Baxto da Silva
143. Wladimir Viveiro